# Linia kolejowa Briańsk Północny – Malcewskaja
Linia kolejowa Briańsk Północny – Malcewskaja – linia kolejowa w Rosji łącząca stację Briańsk Północny z przystankiem Malcewskaja. Zarządzana jest przez region briański Kolei Moskiewskiej (część Kolei Rosyjskich).
Linia położona jest w obwodzie briańskim. Na całej długości jest zelektryfikowana i dwutorowa. Stanowi kolejową obwodnicę Briańska.